# NGC 2359
NGC 2359 је емисиона маглина у сазвежђу Велики пас која се налази на NGC листи објеката дубоког неба.
Деклинација објекта је - 13° 13' 30" а ректасцензија 7h 18m 30,0s. Привидна величина (магнитуда) објекта NGC 2359 износи 13,7. NGC 2359 је још познат и под ознакама LBN 1041.